# فنوآریوو (آمبالاوائو)
فنوآریوو (به لاتین: Fenoarivo) یک منطقهٔ مسکونی در ماداگاسکار است که در ناحیه آمبالاوائو واقع شده‌است. فنوآریوو ۸٬۰۰۰ نفر جمعیت دارد و ۷۵۷ متر بالاتر از سطح دریا واقع شده‌است.